# Opération S
Seconde Guerre mondiale
Batailles
- Invasion de l'Albanie
- Guerre italo-grecque
- Invasion de la Yougoslavie
- Opération Châtiment
- Bataille de Grèce
- Opération Abstention
- Bataille de Crète
- Campagne de la mer Noire

L'opération S est une opération anti-partisans en Croatie qui eut lieu du 24 au 28 août 1942.

## But de l'opération
La destruction d'un groupe de très nombreux partisans installé dans la région de Šekovići à 14 km au Nord-Nord-Ouest de Vlasenica en Bosnie orientale.
| \| Šekovići Vlasenica \| |
| Šekovići Vlasenica       |

## Forces en présence
Forces de l'Axe
 Reich allemand
- 718e division d'infanterie
- 501e Abteilung de Feldgendarmerie (éléments)
- 12e compagnie de Panzer (1 Zug[1])

 État indépendant de Croatie
- 3e régiment d'infanterie (1 bataillon)
- 8e régiment d'infanterie (1 bataillon)
- VIe groupe d'artillerie (éléments)
- VIIe groupe d'artillerie (éléments)
- IXe groupe d'artillerie (éléments)
- XIe groupe d'artillerie (éléments)
- 1er peloton indépendant d'artillerie de montagne

 Milices croates
- Miliciens de la Légion Noire (oustachis) (3 ou 4 bataillons)
- Milice musulmane

 Tchetniks MVAC
- 1 Bataillon Tchetniks

Résistance
 Partisans
- 6e brigade de l'Est-Bosnie (NOU)
- Détachement Birčanski (NOP)

## L'opération
Le 25 août 1942, les troupes germano-croates ont commencé l'encerclement des partisans mais ces derniers ont réussi à s'échapper dans la nuit du 28 au 29 août et à quitter la région de Šekovići.

## Bilan
L'opération est un échec total des troupes de l'Axe. 

2 Allemands et Croates ont été tués et 8 blessés.

Les partisans ont eu 8 tués et 32 prisonniers.